# Hoffmannia stephaniae
Hoffmannia stephaniae är en måreväxtart som beskrevs av L.A.González och Luis J. Poveda. Hoffmannia stephaniae ingår i släktet Hoffmannia och familjen måreväxter.
Artens utbredningsområde är Costa Rica. Inga underarter finns listade i Catalogue of Life.